# Espace nucléaire
Pour les articles homonymes, voir Nucléaire.
En mathématiques, et plus précisément en analyse, un espace nucléaire est un espace vectoriel topologique possédant certaines propriétés analogues à celles des espaces de dimension finie. Leur topologie peut être définie par une famille de semi-normes dont la taille des boules unités décroit rapidement. Les espaces vectoriels dont les éléments sont « lisses » en un certain sens sont souvent des espaces nucléaires ; un exemple typique est celui des fonctions régulières sur une variété compacte. Bien que leur définition soit notoirement délicate à manipuler, cette classe d'espaces est importante en analyse fonctionnelle.
Une grande partie de la théorie des espaces nucléaires fut développée par Alexandre Grothendieck dans le cadre de sa thèse et présentée au séminaire Nicolas Bourbaki en 1952, puis publiée en 1955.

## Définitions
Les trois définitions qui suivent sont toutes équivalentes. Certains auteurs utilisent une définition plus restrictive, en demandant que l'espace soit également un espace de Fréchet, c'est-à-dire qu'il soit complet et que sa topologie soit définie par une famille dénombrable de semi-normes.
On rappelle d'abord qu'un espace vectoriel topologique localement convexe V a une topologie définie par une famille de semi-normes. Pour toute semi-norme, la boule unité fermée est un voisinage de 0 fermé, convexe et symétrique ; réciproquement, tout voisinage de 0 ayant ces propriétés est la boule unité d'une certaine semi-norme (pour des espaces vectoriels complexes, la condition « être symétrique » doit être remplacée par « être équilibré »).
Si p est une semi-norme sur V, on note Vp l'espace de Banach obtenu en quotientant et complétant V pour cette semi-norme p. Il existe une application canonique (non nécessairement injective) de V vers Vp.
Définition 1 : Un espace nucléaire est un espace vectoriel topologique localement convexe tel que pour toute semi-norme continue p, il existe une semi-norme continue q plus grande telle que l'application canonique de Vq vers Vp soit nucléaire (en).
Cela revient essentiellement à dire qu'étant donné la boule unité d'une semi-norme, on peut trouver une autre semi-norme dont la boule unité est contenue dans celle-ci, et est « beaucoup plus petite », ou encore que tout voisinage de 0 contient un voisinage « beaucoup plus petit ». Il n'est pas nécessaire de vérifier cette condition pour toutes les semi-normes, mais seulement pour un ensemble engendrant la topologie, c'est-à-dire pour une prébase pour la topologie.
Cette définition utilisant les espaces de Banach peut être réécrite en termes d'espaces de Hilbert, ce qui la rend plus maniable car sur un tel espace, les opérateurs nucléaires ne sont autres que les opérateurs à trace : on dit que la semi-norme p est une semi-norme hilbertienne si Vp est un espace de Hilbert, ce qui revient à dire que p provient d'une forme bilinéaire symétrique (ou d'une forme hermitienne) positive (mais non nécessairement définie) sur V. Or pour tout espace nucléaire au sens de la définition 1 ci-dessus, les semi-normes qui définissent la topologie peuvent être choisies hilbertiennes. On a alors la
Définition 2 : Un espace nucléaire est un espace vectoriel topologique dont la topologie est définie par une famille de semi-normes hilbertiennes, et telle que pour chaque semi-norme p de cette famille, il en existe une q plus grande, pour laquelle l'application canonique de Vq vers Vp est un opérateur à trace.
Grothendieck utilise une définition plus intrinsèque (et plus proche du langage des catégories) :
Définition 3 : Un espace nucléaire est un espace vectoriel topologique localement convexe A tel que, pour tout espace vectoriel topologique localement convexe B, l'application canonique du produit tensoriel topologique (en) projectif {\displaystyle A{\otimes }_{\pi }B} de A et de B vers leur produit tensoriel topologique {\displaystyle A{\otimes }_{\varepsilon }B} est un isomorphisme, donnant donc lieu au même complété {\displaystyle A{\hat {\otimes }}B}.
Il suffit en fait que cette condition soit vérifiée pour tous les espaces de Banach B, et même pour l'unique espace de Banach ℓ1 des séries absolument convergentes.

## Exemples
- Un espace vectoriel normé est nucléaire si et seulement s'il est de dimension finie (si : parce que tous les opérateurs sur un espace de dimension finie sont nucléaires ; seulement si : à cause du théorème de compacité de Riesz).
- L'exemple le plus simple d'un espace nucléaire de dimension infinie est l'espace C des suites à décroissance rapide (les c=(c0, c1, …) telles que la suite p(n)cn soit bornée pour tout polynôme p). Pour tout réel s, on peut y définir une norme ||·||s par : ||c||s = sup |cn|ns. Notant Cs le complété de C pour cette norme, il y a une application naturelle de Cs vers Ct si s≥t, et elle est nucléaire si s>t+1, essentiellement parce que la série Σnt−s est alors absolument convergente. En particulier, pour chaque norme ||·||t, on peut donc trouver une autre norme ||·||t+2 telle que l'application de Ct+2 vers Ct soit nucléaire, et l'espace C est donc bien nucléaire.
- L'espace des fonctions lisses (de classe C∞) sur une variété compacte est nucléaire.
- L'espace de Schwartz des fonctions lisses sur ℝn dont les dérivées de tout ordre sont à décroissance rapide est un espace nucléaire.
- L'espace des fonctions entières sur le plan complexe est nucléaire.

## Propriétés
En un certain sens, les espaces nucléaires sont très semblables aux espaces de dimension finie, et partagent beaucoup de leurs propriétés. Ainsi :
- Toute partie bornée d'un espace nucléaire est précompacte. Cette propriété peut être vue comme une généralisation du théorème de Borel-Lebesgue aux espaces nucléaires.
- Les sous-espaces et les espaces quotients par un sous-espace fermé des espaces nucléaires sont nucléaires.
- La limite inductive et la limite projective d'une suite d'espaces nucléaires sont nucléaires.
- Le dual fort[6] d'un espace de Fréchet nucléaire est nucléaire (plus précisément, un espace de Fréchet est nucléaire si, et seulement si son dual fort est nucléaire).
- Le produit d'une famille d'espaces nucléaires est nucléaire.
- Le complété d'un espace nucléaire est nucléaire (d'ailleurs, un espace est nucléaire si et seulement si son complété l'est).
- Le produit tensoriel topologique (en) de deux espaces nucléaires est nucléaire.
- Tout espace complet (ou même quasi complet) tonnelé qui est nucléaire est un espace de Montel.
- Tout espace nucléaire est un espace de Schwartz (au sens général de ce terme).

Des mesures cylindriques (en) sont souvent faciles à construire sur des espaces vectoriels topologiques quelconques, mais elles ne sont pas utilisables en pratique, parce qu'elles ne sont, en général, même pas dénombrablement additives. En revanche, toute mesure cylindrique sur le dual d'un espace de Fréchet nucléaire se prolonge (naturellement) en une mesure de Radon.

## Le théorème de Bochner-Minlos
On dit qu'une fonctionnelle continue C sur un espace nucléaire A est une fonctionnelle caractéristique si C(0) = 1 et si, pour toutes suites finies de complexes {\displaystyle z_{j}} et de vecteurs {\displaystyle x_{j}} de A, j = 1, … , n, on a
Étant donné une fonctionnelle caractéristique sur A, le théorème de Bochner-Minlos (dû à Salomon Bochner et Robert Adol'fovich Minlos (en)) garantit l'existence et l'unicité d'une mesure de probabilité μ sur l'espace dual A' , telle que
Ceci étend la transformée de Fourier inverse aux espaces nucléaires.
En particulier, si A est l'espace nucléaire {\displaystyle A=\bigcap _{k=0}^{\infty }H_{k}}, où les Hk sont des espaces de Hilbert, le théorème de Bochner-Minlos garantit l'existence d'une mesure de probabilité ayant pour fonction caractéristique {\displaystyle e^{-{\frac {1}{2}}\|y\|_{H_{0}}^{2}}}, c'est-à-dire l'existence de la mesure de Gauss sur l'espace dual ; cette mesure s'appelle la  mesure de bruit blanc . Si A est l'espace de Schwartz, l'élément aléatoire correspondant est une distribution aléatoire.